# Starobocianska dolina

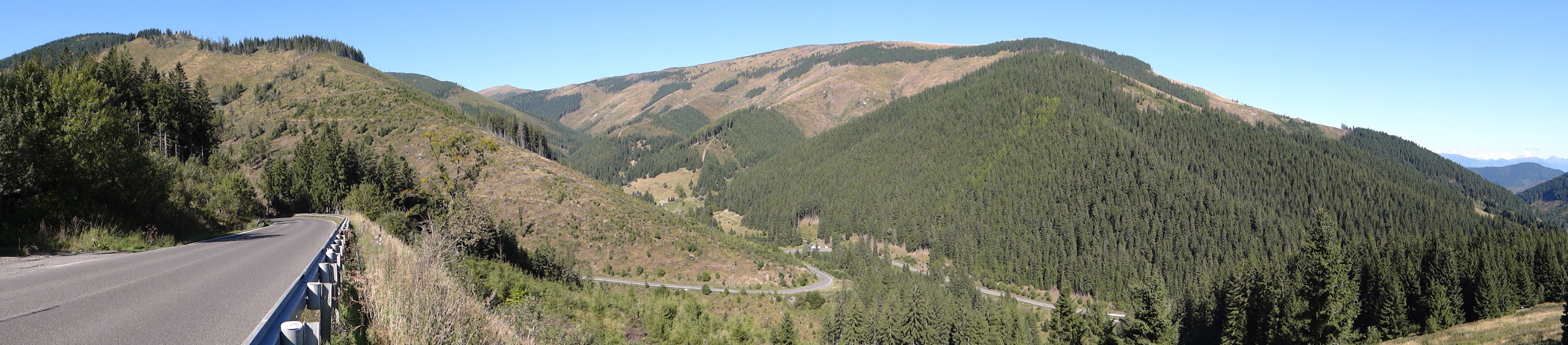
Droga nr 72 i dolna część Starobocianskiej doliny

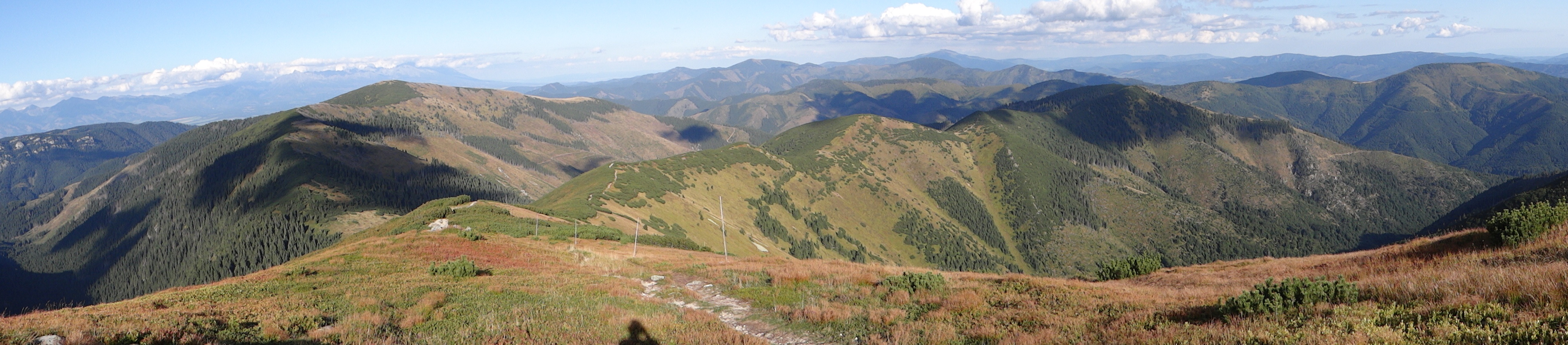
Górna część Starobocianskiej doliny

Starobocianska dolina – dolina w Niżnych Tatrach na Słowacji. Jest orograficznie lewym odgałęzieniem Bocianskiej doliny, która dzieli Niżne Tatry na dwie części: zachodnią – większą i skupiającą wszystkie szczyty przekraczające 2000 m (Ďumbierske Tatry) oraz wschodnią – niższą i nieco mniej rozległą (Kráľovohoľské Tatry).
Starobocianska dolina znajduje się w części zachodniej. Na zachodzie podchodzi pod Bocianske sedlo. Prawe zbocza doliny tworzy odbiegający na wschód od wierzchołka 1768 m nad Králičką grzbiet, który poprzez Kumštové sedlo, Rovienky i Lajštroch biegnie do przełęczy Czertowica. Zbocza lewe tworzy grzbiet biegnący od Bocianskiego sedla poprzez szczyty Rovná hoľa i Chopec. Dnem doliny spływa potok Boca.
Górne, grzbietowe partie zboczy doliny są trawiaste – to dawne hale pasterskie. Pozostałą część doliny porasta las, a na dnie najniższej części doliny, przed jej ujściem do Bocianskiej doliny znajdują się domy i budynki gospodarcze wsi Vyšná Boca. Większa część obszaru doliny znajduje się w obrębie Parku Narodowego Niżne Tatry, poza obszarem tego parku jest wschodnia część doliny. Podnóżem wschodniej części, ponad zabudowaniami wsi Vyšná Boca poprowadzono serpentynami drogę krajową nr 72. 
Dolina miała swoją przeszłość górnicza. W jej prawych odgałęzieniach działały dawniej niewielkie kopalnie rud.

## Turystyka
Doliną prowadzi szlak turystyczny. Ma swój początek przy jednej z serpentyn drogi nr 72. Cały czas prowadzi dnem doliny na Bocianske sedlo, potem na przełęcz  Králička, na której łączy się z czerwonym, głównym grzbietowym szlakiem Niżnych Tatry (Cesta hrdinov SNP).
  początek szlaku przy drodze nr 72 – Starobocianska dolina – Bocianske sedlo – Kraličká. Odległość 6 km, suma podejść 745 m, suma zejść 55 m, czas przejścia 2:25 h, z powrotem 1:50 h.